# Lenzkirch (Landschaftsschutzgebiet)
Das Landschaftsschutzgebiet Lenzkirch ist ein mit Verordnung der Unteren Naturschutzbehörde beim Landratsamt Breisgau-Hochschwarzwald vom 1. Oktober 1997 ausgewiesenes Landschaftsschutzgebiet (LSG-Nummer 4.25.108).

## Lage und Beschreibung
Das 5.304,6 Hektar große Gebiet umgibt Lenzkirch und gehört zum Naturraum Hochschwarzwald.
Laut Steckbrief handelt es sich um eine typische, streubesiedelte Landschaft des Südschwarzwaldes mit Wäldern, Wiesen, Hecken, Weiden, Feldern und Gewässerläufen; ökologisch zusammenhängender Raum von besonderer Eigenart, Vielfalt und Schönheit, der bedeutende Erholungsfunktionen für den regionalen und überregionalen Bereich erfüllt.
Ausgenommen von der Landschaftsschutzgebietsverordnung sind die Naturschutzgebiete Ursee und Wolfmoos sowie der westliche Teil der Wutachschlucht. Das Naturdenkmal Windgfällweiher liegt im Landschaftsschutzgebiet.

## Schutzzweck
Schutzzweck ist gemäß Schutzgebietsverordnung
- die Erhaltung der typischen, streubesiedelten Landschaft des südlichen Schwarzwaldes im Bereich der Gemeinde Lenzkirch. Sie stellt mit ihren Wäldern, Wiesen, Hecken, Weiden, Feldern und Gewässerläufen einen zusammenhängenden ökologischen Raum von besonderer Eigenart, Vielfalt und Schönheit dar, der bedeutende Erholungsfunktionen für den regionalen und überregionalen Bereich erfüllt.